# Mendocino
Mendocino ist ein census-designated place (CDP) im Mendocino County im US-Bundesstaat Kalifornien mit 932 Einwohnern (Stand: 2020). 
Der Ort an der kalifornischen Pazifikküste nördlich von San Francisco ist als Künstlerkolonie bekannt. Viele Häuser sind in traditioneller Holzbauweise errichtet, heute oftmals liebevoll gepflegt und restauriert. Etwas untypisch für die USA sind die vielen bunten Bauerngärten, die sich vor und hinter den Häusern erstrecken.
Die Küste westlich des Ortes gelegen ist rau und felsig, einige Sandstrände liegen wenige Meilen nördlich und südlich. Der Ort liegt an der bekannten und touristisch interessanten Straße California State Route 1.
Der mit 1200 km² Ausbreitung erfolgte Waldbrand in Kalifornien breitete sich Anfang August 2018 in der Region aus und wurde Mendocino Complex genannt. Mendocino kämpft mit Wasserknappheit.

## Demografie
Nach der Volkszählung 2010 hatte Mendocino eine Bevölkerung von 894. Die Bevölkerungsdichte war 46,5/km2. Es gab 834 (93,3 %) Weiße, 5 (0,6 %) waren Schwarze, 8 (0,9 %) waren Indianer, (1,5 %) waren Asiaten, 1 (0,1 %) war Einwohner pazifischer Inseln. 42 (4,7 %) Menschen waren ohne Berücksichtigung ihrer Race hispanisch.
Nach der Volkszählung 2010 lebten 830 Menschen (92,8 % der Bevölkerung) in Privathaushalten. Es gab 447 Haushalte, in 62 davon lebten Kinder unter 18. 177 (39,6 %) Haushalte waren verheiratete Ehepaare,  22 (4,9 %) hatten ein weibliches Haushaltsmitglied ohne einen Mann, 15 (3,4 %) hatten ein männliches Haushaltsmitglied ohne eine Frau. Es gab 29 (6,5 %) verschiedengeschlechtliche nichteheliche Partnerschaften. 178 Haushalte (39,8 %) waren Einpersonenhaushalte und 83 (18,6 %) waren Einpersonenhaushalte mit einer mehr als 65 Jahre alten Person. Die Durchschnittsgröße der Haushalte war 1,86. Es gab 214 Familien (47,9 % der Haushalte), die Durchschnittsgröße der Familien war 2,41. 93 (10,4 %) Menschen waren jünger als 18 Jahre alt, 58 (6,5 %) waren zwischen 18 und 24, 165 (18,6 %) waren zwischen 25 und 44, 333 (37,2 %) waren zwischen 45 und 64 und 244  (27,3 %) waren 65 oder älter.

## Musik und Film
Bekannt wurde der Ortsname in Deutschland vor allem durch Michael Holms Version des Liedes Mendocino (1969), einer Coverversion des gleichnamigen Lieds des Sir Douglas Quintets. Außerdem besang die Gruppe BZN Mendocino in einem eigenen Lied.
Darüber hinaus fanden hier auch die Dreharbeiten des Films Jenseits von Eden statt.
Im Jahr 2006 fand dort erstmals das Mendocino Film Festival statt.
Mendocino diente als Drehort für die Serie „Immer wenn sie Krimis schrieb“ bzw. „Mord ist ihr Hobby“ (Murder She Wrote). Die Hauptfigur Jessica Fletcher (Angela Lansbury) wohnt in dieser Serie im fiktiven Ort „Cabot Cove“ (Maine).

## Politik
Im State Legislature gehört Mendocino zum 2nd Senate District.

## IT-Name
Mendocino war auch Namensgeber für diverse IT-Projekte.
So stellte Intel im August 1998 eine Variante seiner Consumer-CPU Celeron vor, die den Beinamen Mendocino trug.
Microsoft und SAP wählten im April 2005 diesen Ort als Namensgeber für ein Integrationsprojekt aufgrund seiner geografischen Lage zwischen den SAP Labs im kalifornischen Palo Alto und Microsofts Hauptsitz in Redmond. Dieses Projekt Mendocino hatte zum Ziel, Microsoft-Office-Programme mit der SAP-Anwendungsplattform Netweaver zu verknüpfen, die in Applikationen wie Duet mündeten.

## Partnerstädte
- Miasa, Japan